# Hadley Cantril
Hadley Cantril (1906–1969) fue un investigador estadounidense de opinión pública.

## Biografía
Nació en Utah,  fue educado en la Universidad de Dartmouth y recibió su Ph.D. De Harvard. Se unió a la facultad de Princeton en 1936 y más tarde se volvió presidente del Departamento Universitario de Psicología de Princeton. Era un miembro del Proyecto de Búsqueda Radiofónica de Princeton antes de que fuera movido a la Universidad de Columbia a inicios de 1940, y fue el autor principal de La Invasión de Marte, un estudio académico de Orson Welles en 1938 de emisión radiofónica de La Guerra de los Mundos, el cual causó pánico extendido. En 1940 sirvió como asesor a la Oficina del Coordinador de Asuntos Interamericanos. El trabajo psicológico de Cantril más tarde incluyó colaboración con Adelbert Ames Jr. desarrollando un método transaccional para estudiar la percepción humana, así como otra búsqueda en psicología humanística.

## Búsqueda de opinión pública
Aun siendo entrenado como psicólogo, el trabajo más importante de Cantril relacionó con el entonces nuevo tópico de investigación en opinión pública. Influido inicialmente por el éxito de George Gallup y Elmo Roper durante la elección presidencial de 1936, Cantril buscó para aplicar su sistemática de encuestas a la psicología social académica. Cantril fundador editor de la opinión Pública Trimestral. En 1940 fundó la oficina de Búsqueda de Opinión Pública de la universidad de Princeton. Y en otoño de 1940 en adelante proporcionó la administración de Roosevelt con información confidencial sobre opinión pública americana, particularmente con respecto a la guerra en Europa. En 1942 Cantril condujo una encuesta de muestra pequeña de Oficiales Vichy en Marruecos, con anterioridad a  la Operación Torch, aquello reveló la intensidad del antibritánico sentimiento de las fuerzas francesas allí. Esta información influyó la disposición de fuerzas durante la operación, con las tropas americanas que aterrizaban cerca Casablanca y fuerzas mixtas en Oran y Argel.
En 1955 fundó el Instituto para Búsqueda Social Internacional (IISR) con Lloyd A. Free. Anteriormente Cantril había proporcionado datos de opinión pública en América y en el extranjero a Presidentes como Roosevelt y Eisenhower, y el IISR era a menudo requerido por agencias de gobierno de los Estados Unidos para conducir encuestas pequeñas de opinión pública en países extranjeros. Notablemente, Cantril y Free dirigieron una encuesta de Cuba durante 1960 demostrando gran soporte a Fidel Castro, el cual se estuvo pasado por alto durante la transición presidencial entre Eisenhower y Kennedy y leído solo después del fiasco de Bay of Pigs Invasion El mayor trabajo citado de Cantril El Patrón de Preocupaciones Humanas, notable por el desarrollo de la escala del self-anchoring (también conocido como "Cantril's  Ladder").
Durante finales de 1950, Cantril sirvió en los Objetivos Internacionales y tablero de Estrategias de los Hermanos Rockefeller, Proyecto de Estudios Especiales.

## Trabajos
- Social Psychology of Everyday Life, 1934
- The Psychology of Radio (with Gordon Allport), 1935
- Industrial Conflict: a Psychological Interpretation, 1939
- The Invasion from Mars, a Study in the Psychology of Panic, 1940
- America Faces the War, a Study in Public Opinion, 1940
- Psychology of Social Movements, 1941
- Gauging Public Opinion, 1944
- Psychology of ego-involvements : social attitudes & identifications, 1947 (co-authored with Muzafer Sherif)
- Why's of man's experience, 1950
- Tensions that cause wars (a report for UNESCO), 1950
- Public Opinion, 1935–1946, 1951
- How Nations See Each Other, a study in public opinion, 1953 (co-authored with William Buchanan)
- Perception: a Transactional Approach, 1954 (co-authored with William H. Ittelson)
- On Understanding the French Left, 1956
- Faith, Hope, and Heresy: the Psychology of the Protest Voter, 1958
- Politics of Despair, 1958
- Reflections on the Human Venture, 1960
- Soviet Leaders and Mastery over Man, 1960
- Human Nature and Political Systems, 1961
- Pattern of Human Concerns, 1965
- Political beliefs of Americans; a study of public opinion, 1967
- The Human Dimension: Experiences in Policy Research, 1967
- Psychology, Humanism, and Scientific Inquiry: the Selected Essays of Hadley Cantril, 1988 (posthumously)